# استیون کاکر
استیون روی کاکر (انگلیسی: Steven Roy Caulker؛ زاده ۲۹ دسامبر ۱۹۹۱) بازیکن فوتبال اهل انگلستان است.